# Pseudalcippe d'Abyssinie
Sylvia abyssinica
Espèce
Synonymes
- Drymophila abyssinica Rüppell, 1840 (protonyme)
- Alcippe abyssinica (Rüppell, 1840) désuet
- Illadopsis abyssinicus (Rüppell, 1840) désuet
- Pseudoalcippe abyssinica (Rüppell, 1840) désuet

Statut de conservation UICN

 LC  : Préoccupation mineure
Le Pseudalcippe d'Abyssinie (Sylvia abyssinica) est une espèce d'oiseaux de la famille des Sylviidae.

## Dénomination
Il est aussi nommé Fauvette d'Abyssinie.

## Répartition
Cet oiseau est endémique de l'afromontane intertropicale.

## Systématique
Selon le Congrès ornithologique international et Alan P. Peterson six sous-espèces sont distinguées :
- Sylvia abyssinica monachus (Reichenow, 1892) — mont Cameroun
- Sylvia abyssinica claudei (Alexander, 1903) — Bioko
- Sylvia abyssinica ansorgei (Rothschild, 1918) — Angola, sud-est de la RDC et ouest de la Tanzanie
- Sylvia abyssinica stierlingi (Reichenow, 1898) — Tanzanie
- Sylvia abyssinica stictigula (Shelley, 1903) — nord-est de la Zambie, nord du Malawi et du Mozambique
- Sylvia abyssinica abyssinica (Rüppell, 1840) — afromontane orientale

Le pseudalcippe d'Abyssinie faisait anciennement partie du genre Pseudoalcippe  avec le Pseudalcippe du Ruwenzori, mais les deux font maintenant partie du genre Sylvia à la suite d'études phylogénétiques,.